# Cristian Pirjol
Cristian Pirjol (* 1982 in Bukarest, Rumänien) ist ein deutsch-rumänischer Kameramann.
Cristian Pirjol wurde in Bukarest geboren und war in jungen Jahren als Kinderdarsteller fürs rumänische Fernsehen aktiv. Nach der Schulzeit zog er nach Berlin und begann nach einigen Jahren ein Kamera-Studium an der Filmuniversität Babelsberg Konrad Wolf. Hier realisierte er erste Kurzfilme. Mit dem Langfilm Kohlhaas oder die Verhältnismäßigkeit der Mittel schloss er 2012 sein Studium ab.

## Filmografie (Auswahl)
- 2012: La bande des Jotas
- 2012: Kohlhaas oder die Verhältnismäßigkeit der Mittel
- 2014: Schmitke
- 2016: Zwei verlorene Schafe
- 2016: Die letzte Sau
- 2017: Das Nebelhaus
- 2018: Jung, blond, tot – Julia Durant ermittelt
- 2019: Nationalstraße (Národní trída)
- 2020: 9 Tage wach
- 2020: Der Schneegänger
- 2020: Solo für Weiss – Schlaflos
- 2021: Am Anschlag – Die Macht der Kränkung (Fernsehserie)
- 2022: Das Haus der Träume (Miniserie, 6 Folgen)
- 2024: Haus aus Glas (Miniserie, 6 Folgen)